# Серая вода
Серая вода относится к сточным водам, образующимся в домашних хозяйствах или офисных зданиях из потоков без фекального загрязнения, то есть всех потоков, за исключением сточных вод из туалетов. Источники серой воды включают раковины, душевые кабины, ванны, стиральные машины или посудомоечные машины. Поскольку серая вода содержит меньше патогенов, чем бытовые сточные воды, ее, как правило, безопаснее и легче обрабатывать и повторно использовать на месте для промывки туалетов, ландшафтного орошения или орошения сельскохозяйственных культур и других непитьевых целей.
Применение повторного использования серой воды в городских системах водоснабжения обеспечивает существенные преимущества как для подсистемы водоснабжения за счет снижения спроса на питьевую воду, так и для подсистем сточных вод за счет сокращения количества сточных вод, необходимых для транспортировки и очистки. Очищенная серая вода имеет много применений, например, для промывки унитаза или орошения.

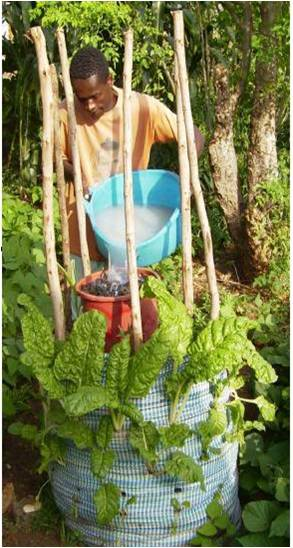
Проект по использованию серой воды в Эфиопии: для очистки воды используется смесь почвы, золы и компоста с гравием в центре

## Обзор

### Качество
Серая вода обычно содержит некоторые следы человеческих отходов и поэтому не свободна от патогенов. Выделения поступают при мытье в ванне и душе или из прачечной (стирка нижнего белья и подгузников). Качество серой воды может быстро ухудшиться во время хранения, потому что она часто теплая и содержит некоторые питательные и органические вещества (например, мертвые клетки кожи), а также патогенные микроорганизмы. Хранящаяся серая вода также приводит к неприятным запахам по той же причине.

### Количество
В домохозяйствах с обычными смывными туалетами серая вода составляет около 65% от общего объема сточных вод, производимых этим домохозяйством. Это может быть хорошим источником воды для повторного использования, поскольку существует тесная связь между производством серой воды и потенциальным спросом на воду для промывки туалетов.

### Практические аспекты
Неправильное соединение труб может привести к тому, что резервуары с серой водой будут содержать процент «черной воды».
Небольшие следы фекалий, попадающие в поток серой воды через сточные воды из душа, раковины или стиральной машины, не представляют практической опасности в нормальных условиях, если серая вода используется правильно (например, просачивается из дренажного колодца или правильно используется при орошении сельскохозяйственных угодий).

## Процессы обработки
Раздельная очистка серой воды подпадает под концепцию разделения источников, которая является одним из принципов, обычно применяемых в подходах к экологической санитарии. Основное преимущество хранения серой воды отдельно от туалетных сточных вод заключается в том, что нагрузка патогенов значительно снижается, и поэтому серую воду легче обрабатывать и повторно использовать.
Когда серая вода смешивается с туалетными сточными водами, она называется сточной водой или «черной водой» и должна обрабатываться на очистных сооружениях или на месте канализации, которая часто является септической системой.
Серая вода из кухонных раковин содержит жиры и масла, а также большое количество органических веществ. Она должна пройти предварительную обработку для удаления этих веществ перед сбросом в резервуар с серой водой. Если это трудно применить, она может быть направлена в канализационную систему.
Большая часть серой воды легче поддается очистке и переработке, чем сточные воды, из-за более низкого уровня загрязняющих веществ. При сборе с использованием отдельной водопроводной системы из «черной воды» бытовая серая вода может быть переработана непосредственно в доме, саду или компании и использована либо немедленно, либо обработана и сохранена. При хранении ее необходимо использовать в течение очень короткого времени, иначе она начнет разлагаться из-за органических твердых веществ в воде. Переработанная серая вода такого рода никогда не бывает безопасной для питья, но для обеспечения водой для мытья или промывки туалетов можно использовать ряд этапов обработки.
Процессы очистки, которые могут быть использованы, в принципе те же, что и для очистки сточных вод, за исключением того, что они обычно устанавливаются в меньшем масштабе (децентрализованный уровень), часто на уровне домашних хозяйств или зданий:
- Биологические системы, такие как построенные водно-болотные угодья или живые стены, и более естественные мелкомасштабные системы "заднего двора", такие как небольшие пруды или биологические ландшафты, которые естественным образом очищают серую воду[7].
- Биореакторы или более компактные системы, такие как мембранные биореакторы, которые являются разновидностью процесса активного ила и также используются для очистки сточных вод.
- Механические системы (песчаный фильтр, системы лавовых фильтров и системы на основе ультрафиолетового излучения).

В построенных водно-болотных угодьях растения используют загрязнителей серой воды, таких как частицы пищи, в качестве питательных веществ в своем росте. Однако остатки соли и мыла могут быть токсичными как для микробной, так и для растительной жизни, но могут поглощаться и деградировать через построенные водно-болотные угодья и водные растения, такие как осока или камыши.

## Повторное использование
Глобальные запасы водных ресурсов ухудшаются. Согласно докладу Организации Объединенных Наций, нехватка воды затронет 2,7 миллиарда человек к 2025 году, а это означает, что 1 из каждых 3 человек в мире будет страдать от этой проблемы. Повторное использование сточных вод стало хорошим способом решения этой проблемы.

### Выгоды
Спрос на обычные источники водоснабжения и давление на системы очистки сточных вод снижаются за счет использования серой воды. Повторное использование серой воды также уменьшает объем сточных вод, поступающих в водотоки, что может быть экологически полезно. Во время засухи, особенно в городских районах, использование серой воды в садах или туалетных системах помогает достичь некоторых целей экологически устойчивого развития.
Потенциальные экологические преимущества рециркуляции серой воды включают:
- Сокращение добычи пресной воды из рек и водоносных горизонтов;
- Меньшее воздействие инфраструктуры септиков и очистных сооружений;
- Снижение энергопотребления и химического загрязнения в результате очистки;
- Глубинный дренаж;
- Рекультивация питательных веществ;
- Более высокое качество поверхностных и грунтовых вод при сохранении естественной очистки в верхних слоях почвы, чем в результате процессов очистки воды[9].

На Юго-Западе США и Ближнем Востоке, где имеющиеся запасы воды ограничены, особенно с учетом быстро растущего населения, существует настоятельная необходимость в внедрении альтернативных технологий водоснабжения.
Потенциальные экономические выгоды от рециркуляции серой воды:
- Может снизить спрос на пресную воду, и когда люди сокращают использование пресной воды, стоимость внутреннего потребления воды значительно снижается, одновременно облегчая давление глобальных водных ресурсов.
- Может уменьшить количество сточных вод, поступающих в канализацию или систему очистки[10].

### Безопасность
Использование серой воды для орошения, по-видимому, является безопасной практикой. Эпидемиологическое исследование 2015 года не выявило дополнительного бремени болезней среди водопользователей, орошающих засушливые регионы. Также была изучена безопасность повторного использования серой воды в качестве питьевой воды. Несколько органических микрополлютантов, включая бензол, были обнаружены в серой воде в значительных концентрациях, но большинство загрязняющих веществ находились в очень низких концентрациях. Загрязнение фекалиями, периферические патогены (например, кожа и слизистые ткани) и патогены пищевого происхождения являются тремя основными источниками патогенов в серой воде.
Повторное использование серой воды при промывке туалета и орошении сада может привести к образованию аэрозолей. Они могут передавать болезнь легионеллы и представлять потенциальный риск для здоровья людей. Однако результаты исследования показывают, что риск для здоровья, связанный с повторным использованием серой воды либо для орошения сада, либо для промывки туалета, не был значительно выше, чем риск, связанный с использованием чистой воды для тех же видов деятельности.

### Орошение
Следует предположить, что в большинстве серых вод есть некоторые компоненты «черной воды», включая патогенные микроорганизмы. Серая вода должна наноситься под поверхность, где это возможно (например, по капельной линии поверх почвы, под мульчей или в заполненных мульчей траншеях), а не распыляться, так как существует опасность вдыхания воды в виде аэрозоля.
В любой системе серой воды важно избегать токсичных материалов, таких как отбеливатели, соли для ванн, искусственные красители, чистящие средства на основе хлора, сильные кислоты/щелочи, растворители и продукты, содержащие бор, который токсичен для растений в высоких концентрациях. Большинство чистящих средств содержат соли натрия, которые могут вызвать чрезмерную щелочность почвы, препятствовать прорастанию семян и разрушать структуру почвы путем диспергирования глины. Почвы, поливаемые серыми водными системами, могут быть изменены гипсом (сульфатом кальция) для снижения рН. Чистящие средства, содержащие аммиак, безопасны в использовании, так как растения могут использовать его для получения азота. Исследование орошения серой водой в 2010 году не выявило серьезных последствий для здоровья растений и предполагает, что накопление натрия в значительной степени зависит от степени вертикальной миграции серой воды через почву.
Некоторая серая вода может быть нанесена непосредственно из раковины в сад или контейнерное поле, получая дальнейшую обработку от жизни почвы и корней растений.
Для защиты растительности при повторном использовании серой воды для орошения рекомендуется использовать нетоксичное мыло с низким содержанием натрия и средства личной гигиены.

### Повторное использование в помещении
Переработанная серая вода из душевых и ванн может использоваться для промывки туалетов в большинстве европейских и австралийских юрисдикций, а также в юрисдикциях США, принявших Международный кодекс сантехники.
Такая система могла бы обеспечить, по оценкам, сокращение потребления воды на 30% для среднего домохозяйства. Опасность биологического загрязнения устраняется при использовании:
- Резервуар для очистки для устранения плавающих и тонущих предметов;
- Интеллектуальный механизм управления, который промывает собранную воду, если она хранилась достаточно долго, чтобы быть опасной; это полностью устраняет проблемы фильтрации и химической обработки.

Рециркуляция серой воды без очистки используется в некоторых жилых помещениях для применений, где не требуется питьевая вода (например, орошение садов и земель, промывка туалетов). Он также может использоваться в жилых помещениях, когда серая вода (например, из дождевой воды) уже достаточно чиста и/или не была загрязнена не разлагающимися химическими веществами, такими как ненатуральное мыло (таким образом, вместо этого используются натуральные чистящие средства). Не рекомендуется использовать воду, которая находилась в системе фильтрации серой воды более 24 часов, так как бактерии накапливаются, влияя на воду, которая используется повторно.
Из-за ограниченной технологии очистки очищенная серая вода все еще содержит некоторые химические вещества и бактерии, поэтому при использовании очищенной серой воды в домашних условиях следует соблюдать некоторые требования безопасности.

### Рекультивация тепла
В настоящее время доступны устройства, которые улавливают тепло из жилой и промышленной серой воды с помощью процесса, называемого рекуперацией тепла сливной воды, рекуперацией тепла серой воды или рециркуляцией тепла горячей воды.
Вместо того, чтобы поступать непосредственно в устройство для нагрева воды, поступающая холодная вода сначала проходит через теплообменник, где она предварительно нагревается теплом серой воды, вытекающей из таких видов деятельности, как мытье посуды или принятие душа. Типичные бытовые устройства, получающие серую воду из душа, могут восстанавливать до 60% тепла, которое в противном случае было бы потрачено впустую.